# ブンゴマ (カウンティ)
ブンゴマ（スワヒリ語: Wilaya ya Bungoma）は、ケニア南西部の西部州北部のカウンティ。中心都市はブンゴマ。面積は2206.9km2、2009年の人口は137万5063人、人口密度は623.1人/km2。

## 人口
- 1979年8月24日：50万3935人
- 1989年8月24日：67万9146人
- 1999年8月24日：101万1524人
- 2009年8月24日：137万5063人[3]

## 隣接カウンティ
- 北：ブクウォ県
- 北東：トランス・ンゾイア (カウンティ)
- 東～南：カカメガ (カウンティ)
- 南西：ブシア (カウンティ)
- 西：マナフワ県
- 西：ブドゥダ県
- 北西：クウェエン県

## 経済
- 農業：砂糖黍、大豆

## 主要都市
- ブンゴマ（英語版）：5万5867人
- キミリリ（英語版）：4万1115人
- ウェブイェ（英語版）：2万3318人[4]

## 民族
- ブクス人（英語版）：多数派で、19世紀にイギリスに対し抵抗運動を起こした。

## 著名人
- エリジャー・マシンデ（英語版）(Elijah Masinde)
  - 1910年～1987年
  - ブクス人（英語版）解放運動指導者

- マシンデ・ムリロ（英語版）(Masinde Muliro)
  - 1922年～1992年8月14日
  - 政治家(ケニアアフリカ民主同盟（英語版）所属・民主主義回復フォーラム (ケニア)創設)

- モーリス・マイケル・オトゥンガ（英語版）(Maurice Michael Otunga)
  - 1923年1月31日～2003年9月6日
  - ナイロビ名誉司教(ケニアのカトリックの最高位)

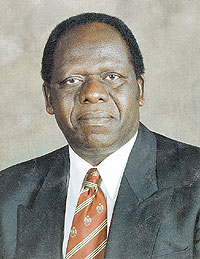
マイケル・キジャナ・ワマルワ

- マイケル・キジャナ・ワマルワ（英語版）(Michael Kijana Wamalwa)
  - 1944年11月25日～2003年8月23日
  - 第8代副大統領(2003年1月3日～2003年8月23日)
  - 全国虹の連合（英語版）所属

- ムキサ・キツイ（英語版）(Mukhisa Kituyi)
  - 1956年～
  - 国際連合貿易開発会議(UNCTAD)事務総長(2013年9月1日～)

## NGO
- en:One Acre Fund：農家の収入を増やす為に、より土地に適した作物や技術を導入している。

## 指標
| 項目             | %    |
| ---------------- | ---- |
| 都市化率         | 21.7 |
| 識字率           | 60.5 |
| 15～18歳の就学率 | 87.6 |
| 舗装道路率       | 6    |
| 良好道路率       | 46.7 |
| 電力普及率       | 4.5  |
| 貧困率           | 52.9 |

 Source: USAid Kenya